# 紅果駅
紅果駅（こうかえき/簡体字: 红果站）は中華人民共和国貴州省六盤水市盤州市紅果街道にある駅であり、盤西線、水紅線、威紅線を接続する、貴州省西部の中枢となる駅である。